# Brustbehaarung

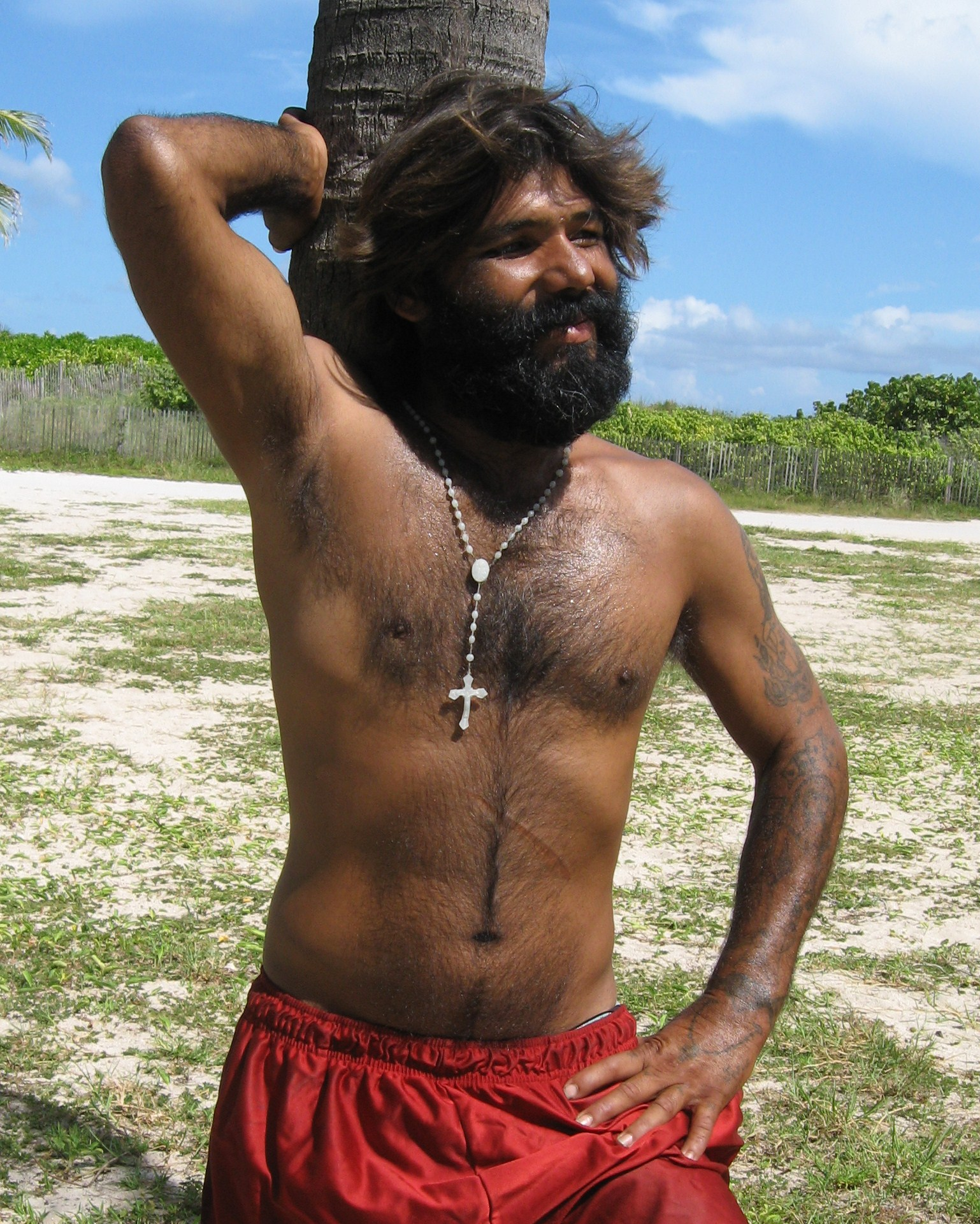
Brustbehaarung

Als Brustbehaarung werden die Haare auf dem Brustkorb, insbesondere beim Mann, bezeichnet. Sie ist Teil der Körperbehaarung und somit ein sekundäres Geschlechtsmerkmal, das durch hormonelle Prozesse während und nach der Pubertät zur Ausprägung kommt.

## Ausformung
Der Grad der Brustbehaarung ist von mehreren Faktoren abhängig, so von der genetischen Disposition, vom hormonellen Status und vom Lebensalter. Der dominante Faktor ist dabei die genetische Disposition, die im Wesentlichen bestimmt, wie stark oder schwach die betreffende Behaarung ausgeprägt wird. Demnach weist die Brustbehaarung beim Mann ein breites Spektrum unterschiedlicher Ausformungen und Ausmaße auf. Wann eine Behaarung als abnorm betrachtet wird, hängt vor allem von sozialen Gegebenheiten ab.
Die Brustbehaarung geht fließend in die Bauchbehaarung, Achselbehaarung und Rückenbehaarung über.

## Entwicklung und Wachstum

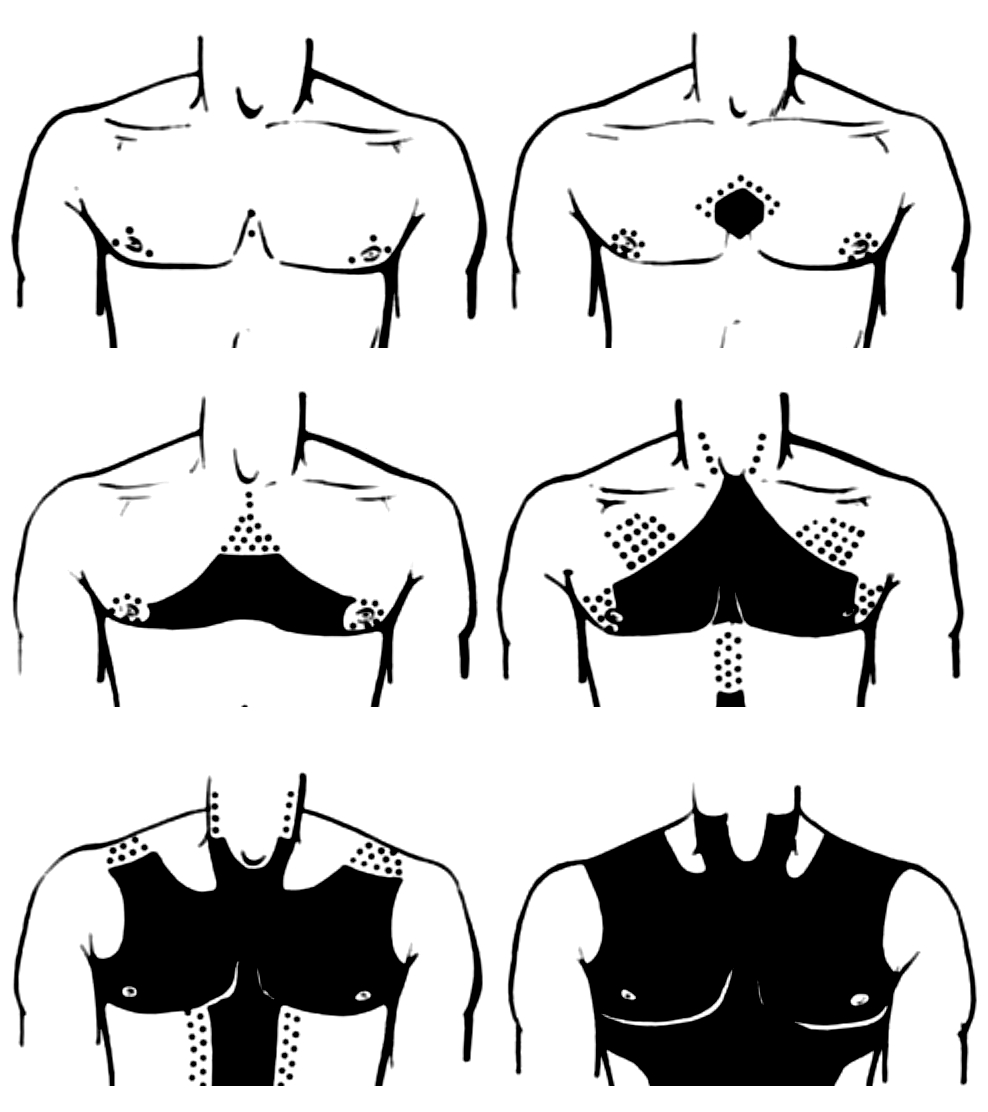
Wachstumsverlauf und Ausbreitung von Brusthaaren

Die Entwicklung der Brustbehaarung beginnt im Normalfall in der späten Phase der Pubertät. Sie kann auch erst danach, im Alter zwischen 20 und 30 Jahren, einsetzen. In vielen Fällen beginnt sie auch überhaupt nicht. Das Wachstum setzt sich mit zunehmendem Alter kontinuierlich fort und erreicht seine höchste Ausprägung in der sechsten Lebensdekade.
Mit ansteigendem Androgenspiegel wird Vellushaar teilweise in Terminalhaar umgewandelt. Vellushaar ist ein markloser, unpigmentierter Flaum, der den ganzen Körper bis auf Hand- und Fußinnenflächen bedeckt. Das entstandene Terminalhaar ist markhaltig und individuell pigmentiert. Die Brustbehaarung entsteht demnach durch eine Umwandlung der Haare. Sogar einige Frauen bekommen vereinzelte Terminalhaare im Brustbereich.

## Soziale Aspekte

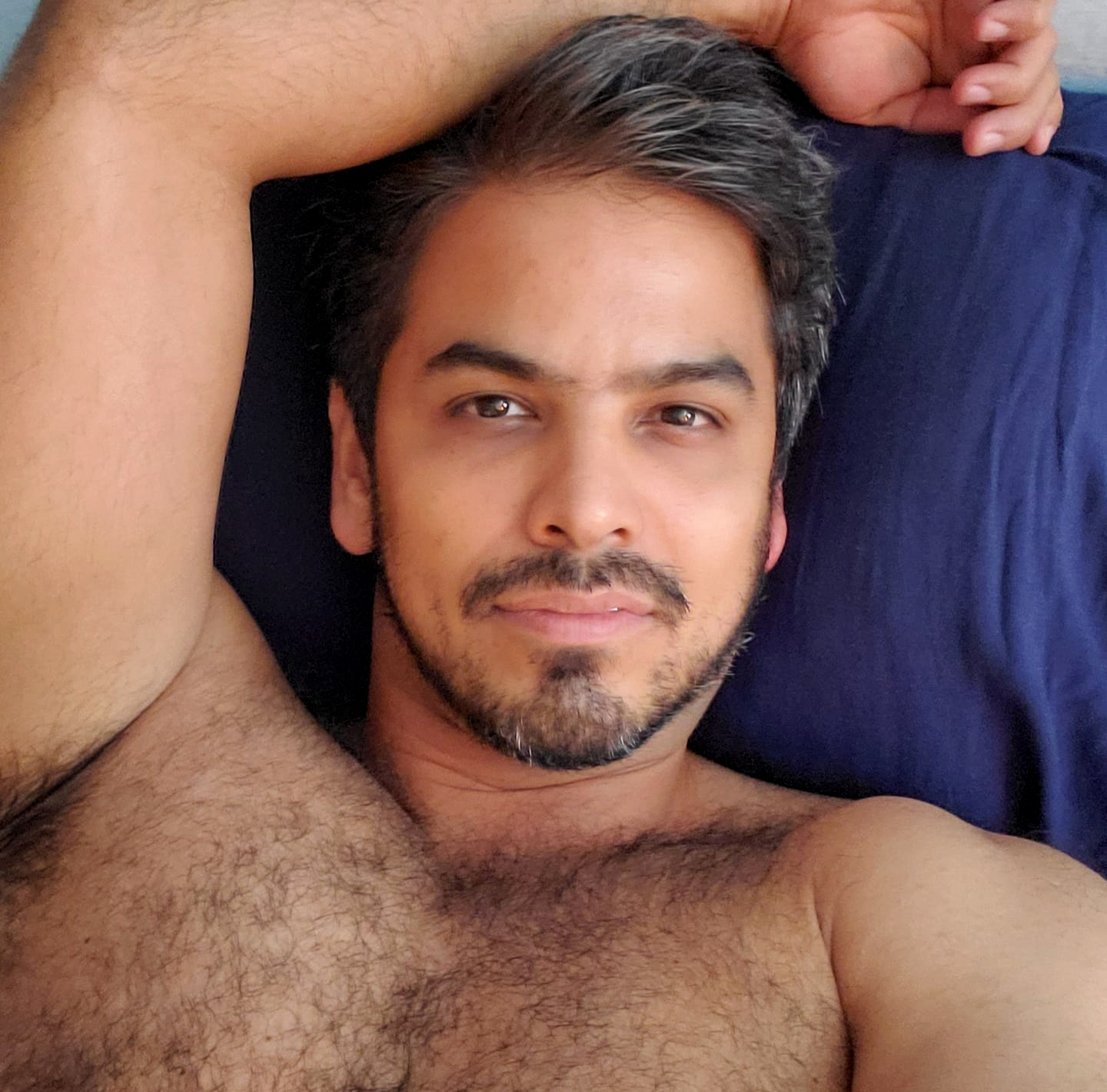
Mauricio Lomonte mit Brustbehaarung

Die Betrachtung der Brustbehaarung variiert sehr stark in den verschiedenen Kulturkreisen. In einigen Kulturen wird sie als Zeichen der Männlichkeit zur Schau gestellt, in anderen gilt der haarlose Oberkörper als Ideal. In den westlichen Industrienationen ist in den letzten Jahrzehnten ein Trend zur Entfernung der Brusthaare (Enthaarung) zu beobachten, der in den USA begann und durch Medien, insbesondere durch Werbung, Verbreitung findet. Seit 2007 ist auch in der Werbung wieder ein vermehrter Trend zu behaarter Brust erkennbar.

## Brustbehaarung als Namenspate
Eine Tiefseekrabbenart wurde in Anspielung an die Brustbehaarung des Schauspielers David Hasselhoff, wegen der arttypischen Brustpanzerbehaarung von ihren Entdeckern 2010 als Hoff-Krabbe benannt.